# 陈颖颖
陈颖颖（2000年2月27日—），中国女子羽毛球运动员。

## 簡歷
2018年11月，陈颖颖代表中國參加在加拿大萬錦市舉行的世界青年羽毛球錦標賽，贏得混合團體賽冠軍。

## 主要比賽成績
只列出曾進入準決賽的國際賽事成績：
| 年份   | 賽事                     | 公開賽級別 | 項目     | 搭檔   | 成績   |
| ------ | ------------------------ | ---------- | -------- | ------ | ------ |
| 2018年 | 亞洲青年羽毛球錦標賽     | 其他       | 混合團體 | －     | 冠軍   |
| 2018年 | 世界青年羽毛球錦標賽     | 其他       | 混合團體 | －     | 冠軍   |
| 2019年 | 中國陵水羽毛球大師賽     | 超級100賽  | 混合雙打 | 张殊贤 | 準決賽 |
| 2019年 | 白俄羅斯羽毛球國際賽     | 國際系列賽 | 女子雙打 | 嚴晨雪 | 準決賽 |
| 2019年 | 馬來西亞羽毛球國際挑戰賽 | 國際挑戰賽 | 女子雙打 | 徐涯   | 準決賽 |

| 2018-2026年 | 總決賽 | 超級1000賽 | 超級750賽 | 超級500賽 | 超級300賽 | 超級100賽 | 國際挑戰賽 | 國際系列賽 | 未來系列賽 | 其他 |